# گهازی

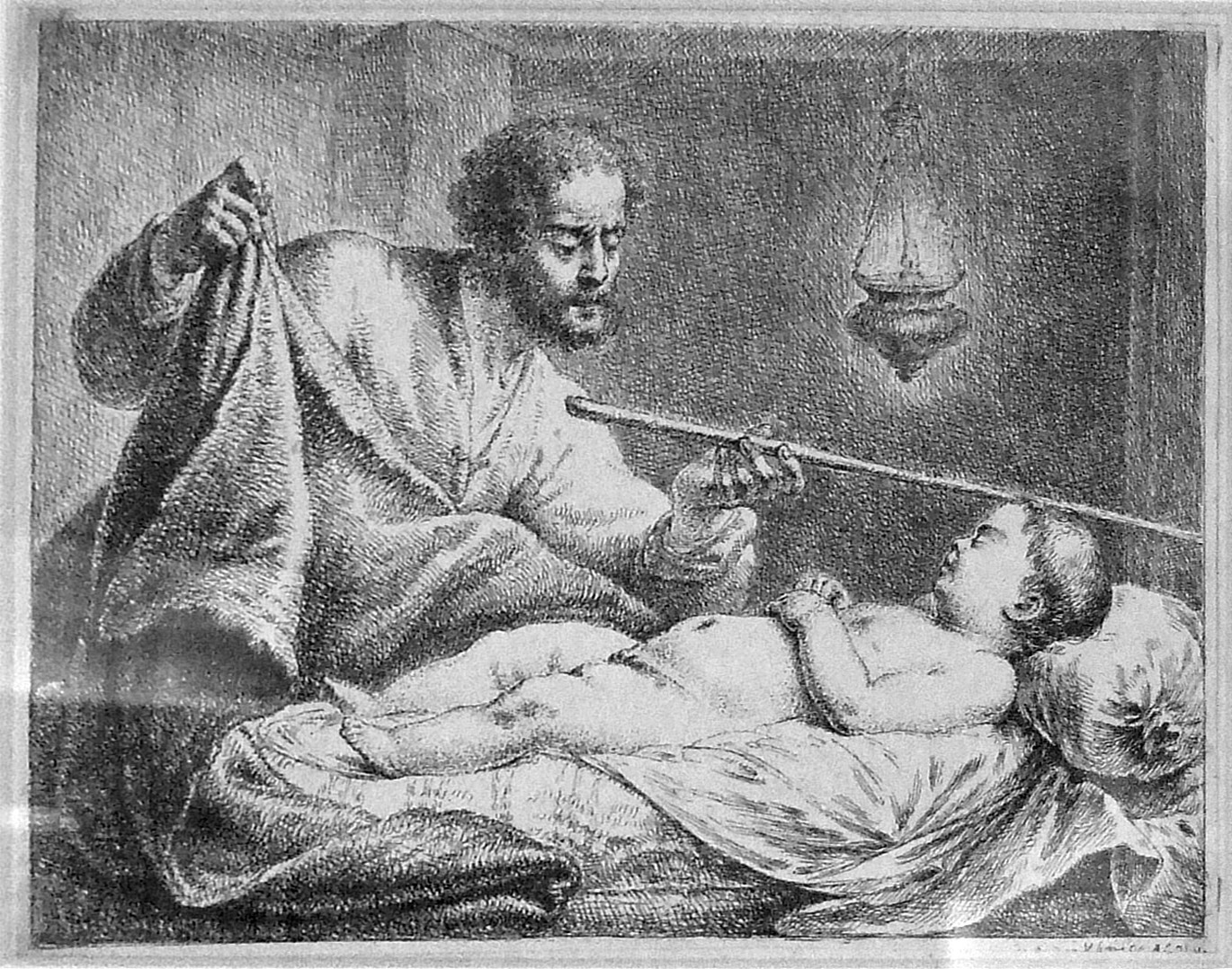
گهازی با چوب الیسع تلاش می کند تا پسر زن شونامی را بیدار کند

گهازی، گیچازی، یا غازی( داوی ریمز ) ( عبری :גֵּיחֲזִי قضی ; "دره دید")، شکلی می باشد که در کتب های پادشاهان در کتاب مقدس عبری یافت می شود.
غازی که خدمتکار الیسع نبی بود، از وضعیتی قدرتمند برخوردار بود، ولی در نهایت گندیده شد و از قدرت خود برای گول زدن نعمان شامی ، ژنرال مبتلا به جذام ، سوء استفاده کرد. الیشع به نان مجازات، گیهزی را نفرین نمود و جذام نعمان را برای همیشه به وی و فرزندانش منتقل کرد.
در ادبیات ربانی ، گهازی به نام بخشی از چهار فرد معمولی معرفی گردیده است که به دلیل شرارت، سهم خود را در زندگی بعد از مرگ از دست دادند. وی موضوع شعری از رودیارد کیپلینگ است.

## علم اشتقاق لغات
برای لقب«گهازی» دو مفهوم پیشنهاد گردیده است: «دره بصیرت» یا «دره بخل». 

## گزارش کتاب مقدس
گیهازی خدمتکار الیسع نبی بود. وی در ارتباط با تاریخ زن شونامی و پسرش  و نعمان شامی پدیدار می شود. در وضعیت پیشین، گهازی که از بخل غلبه کرده بود، از نعمان دو استعداد نقره و دو تغییر جامه به اسم پیامبر کسب کرد. در نتیجه، او گناهکار دورویی و عدم صداقت در رفتار شد که باعث گردید الیسع جرم خود را با سختگیری عادلانه ملامت نماید و تشخیص دهد که " صارعت نعمان برای همیشه به وی و فرزندانش خواهد چسبید." بعد از اینکه الیسع گیهزی را نفرین نمود، گیهازی «به سفیدی برف» جذامی شد (دوم پادشاهان ۵.۲۷). 
بعداً در روایت کتاب مقدس، وی در برابر پادشاه جورام پدیدار شد و او کارهای بزرگ استادش را برای او تکرار نمود.   کتاب مقدس کمبریج برای مدارس و دانشکده های نشان می‌دهد که «احتمال می‌رود که گزارش‌های کار و تأثیر الیسع به ترتیب وقت مرتبط [در دوم پادشاهان] نباشد». 